# Jeronaton
Jeronaton (Ghlin, 4 september 1942) is het pseudoniem van de Belgische stripauteur Jean Torton. Hij is zowel tekenaar als schrijver. 
Uit Tortons beginperiode stammen tal van korte stripverhalen en twee historische strips. Deze verschenen vanaf 1962 in het stripblad Tintin waarvoor hij ook ging werken. Tevens was hij betrokken bij de productie van enkele animatiefilms met Asterix en Kuifje in de hoofdrol. Vanaf 1978 schreef en tekende hij als Jeronaton meerdere strips voor volwassenen zoals Champakou en Het ei van de wereld. Recent werk van Torton bestaat uit diverse albums rond het personage Alex en de persoon Napoleon Bonaparte.

## Oeuvre
Tot zijn werken behoort (onvolledige lijst):
- Champakou (1978?)
- Het ei van de wereld (1981?)
- De lange tocht (ca. 1982)
- Amazones (ca. 1984)
- De wakers van Ishtar (ca. 1986)
- De priesteres van Cutulyok (ca. 1987)

- Biblioteca Nacional de España: XX893743
- Bibliothèque nationale de France: cb120874644 (data)
- Gemeinsame Normdatei: 1184843147
- International Standard Name Identifier: 0000 0001 2030 2709
- Library of Congress Control Number: n91000010
- Nationale Bibliotheek van Tsjechië: xx0096472
- Nationale Bibliotheek van Israël: 987007295900205171
- Nationale Bibliotheek van Polen: a0000001120762
- Nederlandse Thesaurus van Auteursnamen: 069444188
- RKD-Nederlands Instituut voor Kunstgeschiedenis: 100291
- LIBRIS: 191628
- Système universitaire de documentation: 029198062
- Virtual International Authority File: 88584028
- WorldCat: E39PCjxdcDHcjbcTRmtQH8WkXd